# Rogelio Salmona
Rogelio Salmona (Paris, 1929 — Bogotá, 3 de outubro de 2007) foi um arquiteto colombiano.

## Vida
Embora Salmona tenha viajado muito, enriquecendo sua teoria da arquitetura, ele passou o resto de sua vida na Colômbia, onde foi contratado para projetar muitos projetos importantes (ver Obras Públicas e Edifícios Privados, abaixo). Seu primeiro grande projeto foi Torres del Parque (1964–70), compreendendo três torres residenciais e um parque no centro de Bogotá. Com suas curvas e varandas escalonadas, é um projeto complexo que muitos consideram sua obra-prima. Ele viveu lá pelo resto de sua vida.
Outros edifícios notáveis incluem o Centro de Pós-graduação em Ciências Humanas da Universidade Nacional (1995–2000) e a Biblioteca Pública Virgilio Barco (1999–2001), um marco no norte de Bogotá.
Durante a década de 1980, Salmona promoveu conferências sobre arquitetura latino-americana em Cali (1980) e Manizales (1987). Esses seminários contribuíram para melhorar a troca de informações entre os países latino-americanos, enriquecendo o diálogo arquitetônico em toda a região.
Uma das principais características de seu trabalho é o uso consciente e cuidadoso da água, que se move por canais e forma superfícies reflexivas; na verdade, Salmona gostava de fazer as pessoas perceberem como a existência humana era difícil, tornando quase impossíveis de manter todos esses lagos. Outro uso inovador da água foi o que ele propôs usando vazamentos e manchas de umidade: há a crença popular (provavelmente não é verdade) de que ele costumava dizer "um vazamento de água para cada cômodo e um tijolo solto em cada andar".
Ele morreu de câncer em Bogotá em 3 de outubro de 2007.

## Citações
"Eu sou apenas um arquiteto. Nada mais. Ou devo dizer: alguém que está tentando sê-lo. Porque se tornar um arquiteto é muito difícil. Você nunca sabe que parte do que você faz tem alguma validade. O tempo diz. Boa arquitetura vai virar ruínas. A arquitetura ruim desaparece. Mas para você saber que é uma ruína, é preciso esperar muito tempo. Espero que as torres [Del Parque] não sejam ruínas hoje, mas daqui a mil anos ".
"Aquilo sobre o tempo ser ouro é uma grande estupidez. Tempo é vida. Estou interessado em vivê-la."

## Obras públicas

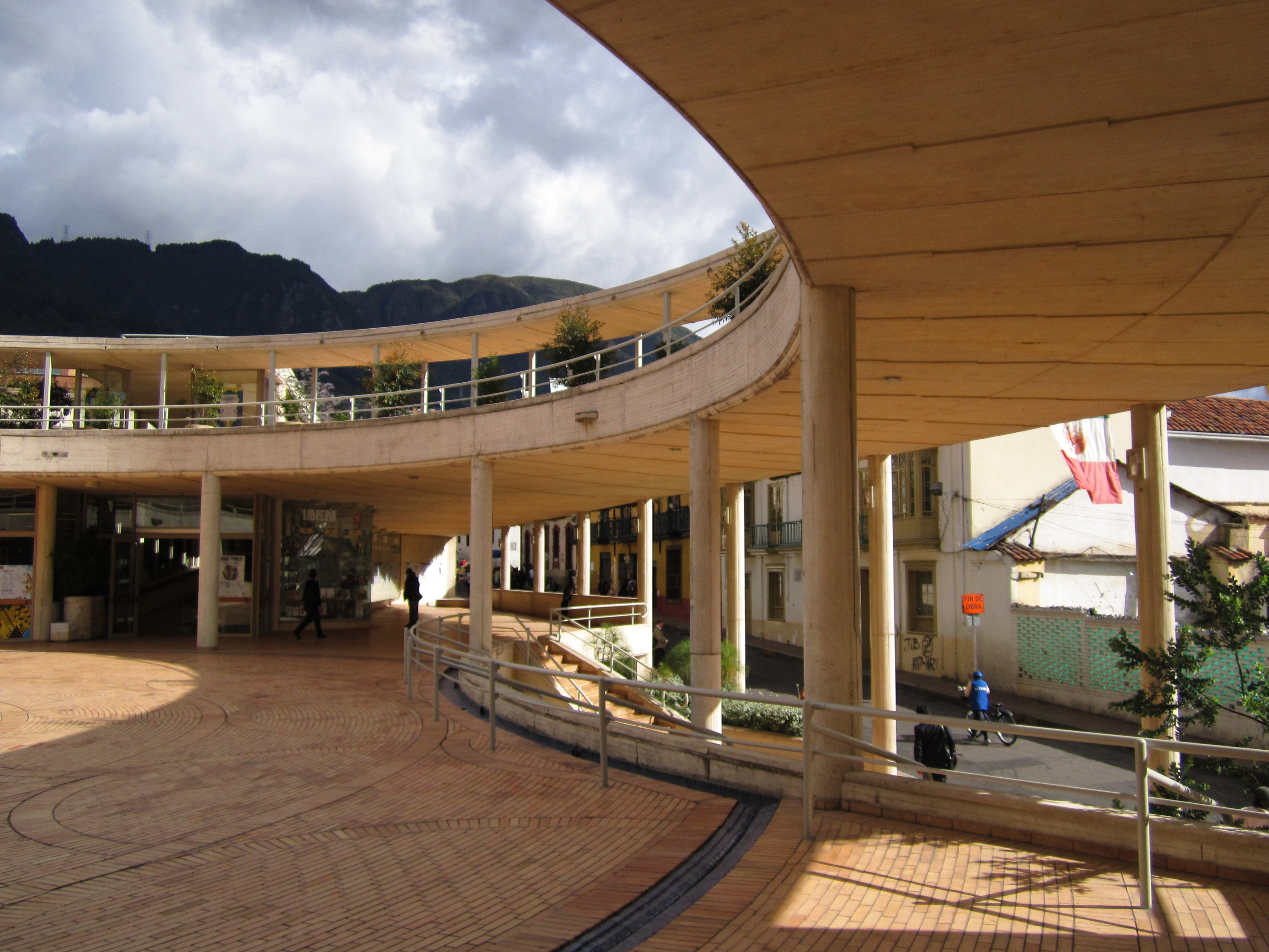
Centro Cultural Gabriel García Márquez

- Casa do Presidente para Ilustres Convidados, Cartagena (1978–1981)
- Museu de Arte Moderna de Bogotá (MAMBO), Bogotá (1971–1988)
- Centro Jorge Eliécer Gaitán, Bogotá (1980-inacabado)
- Arquivo Geral Nacional, Bogotá (1988–1992)
- Edifício da Escola de Pós-Graduação (Faculdade de Ciências Humanas) da Universidade Nacional de Bogotá
- Museu do Ouro de Quimbaya, Armênia (1983-1986)
- Sede da FES (Fundação de Estudos Superiores), Cali (1987-1990)
- Casa Vicepresidencial, Bogotá (1994–2005)
- Biblioteca Pública Virgilio Barco, Bogotá (1999–2001)
- Centro Cultural Gabriel García Márquez, Bogotá (2004–2008)

## Edifícios privados

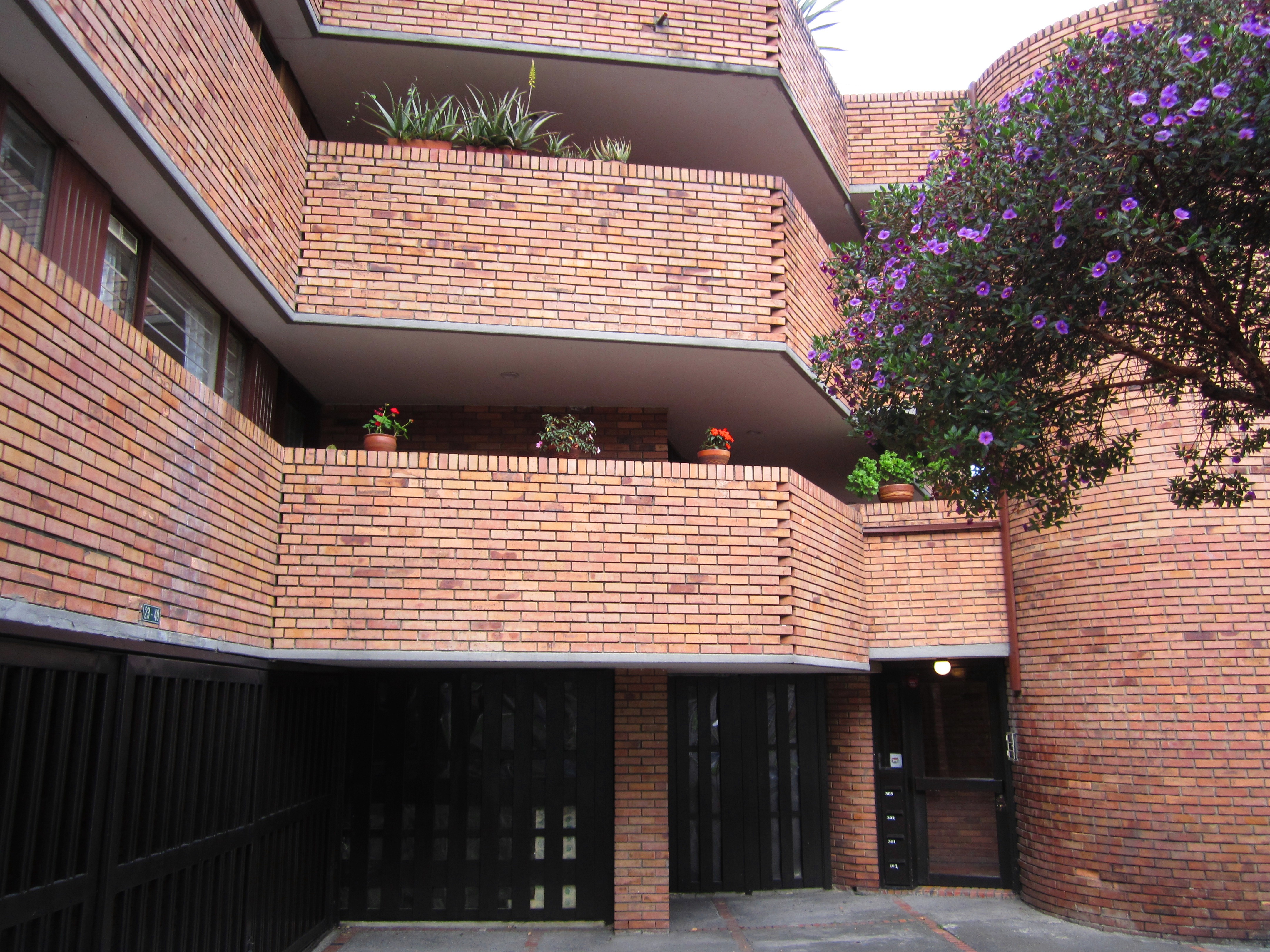
Complexo residencial El Polo

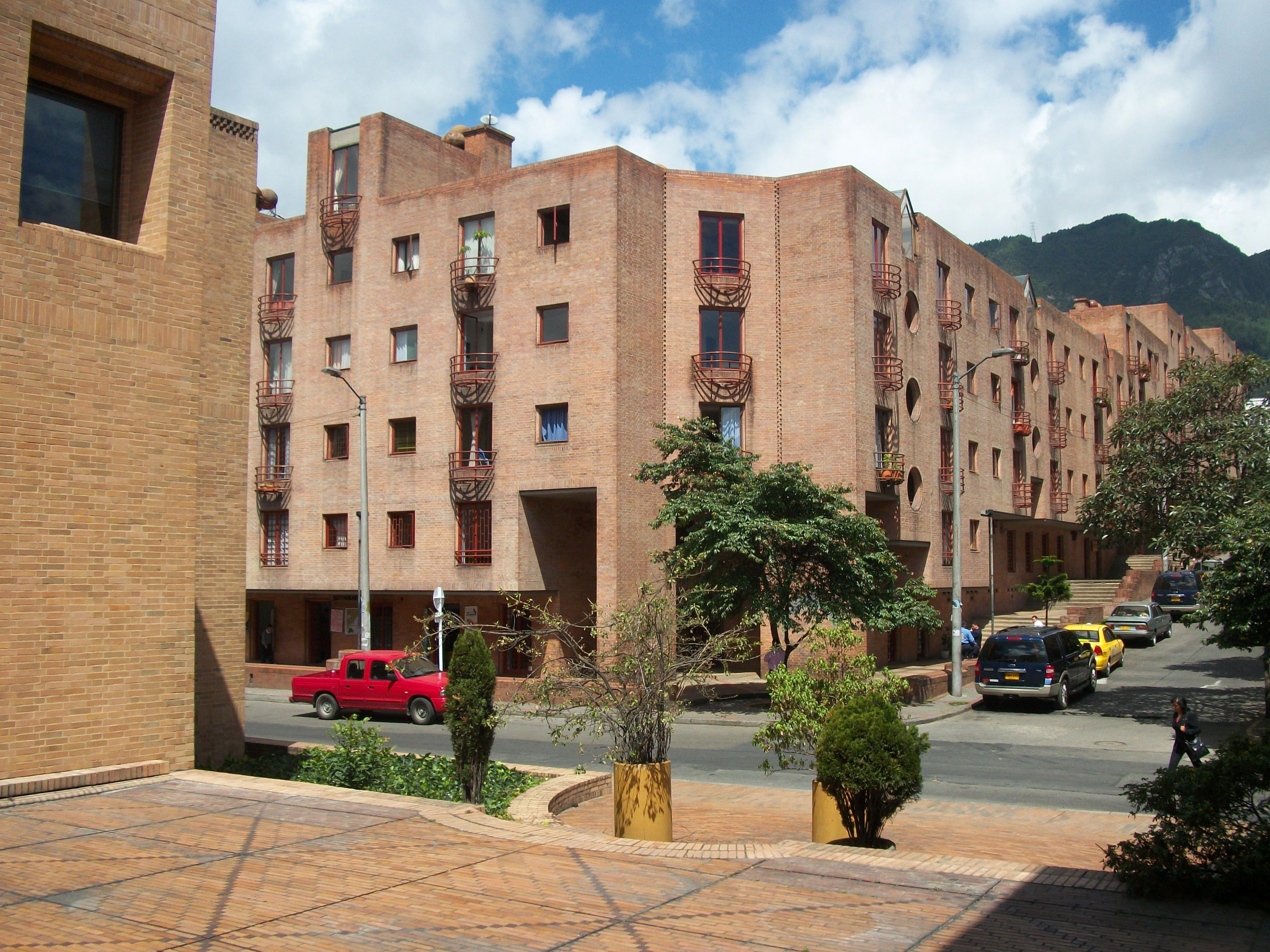
Conjunto habitacional e centro comunitário Nueva Santa Fe

- Complexo residencial El Polo, Bogotá (1959)
- Sede da Sociedade dos Arquitetos Colombianos, Bogotá (1961–1970)
- The Free University High School, Bogotá (1962)
- Conjunto habitacional da Fundação Cristã, Bogotá (1963)
- Del Parque Towers, Bogotá (1964-1970)
- Alba House, Bogotá (1969, agora demolida)
- Complexo Alto de Pinos (1975-1981)
- Várias casas na Sabana de Bogotá: Casa Puente, Suba (1976); Pasohondo, Tabio (1979); Sotará, Tenjo (1989); e três casas em Cota (1992).
- Complexo habitacional e centro comunitário Nueva Santa Fe, Bogotá (1985–1994; 1994–1997)
- O complexo residencial Timiza, Bogotá
- Casa do Escritor (propriedade de Gabriel García Márquez), Cartagena (1992–1995)
- Gimnasio Fontana, Guaymaral (1992–2002)
- Riofrío House, Riofrío (1997–2000)
- Casa de concreto Alto Chicó, Bogotá (2001–2003)
- Altazor House, Torca (2002–2004)
- Chico Norte (propriedade de Guillermo Gomez Botero), Bogotá, Colômbia

## Galeria

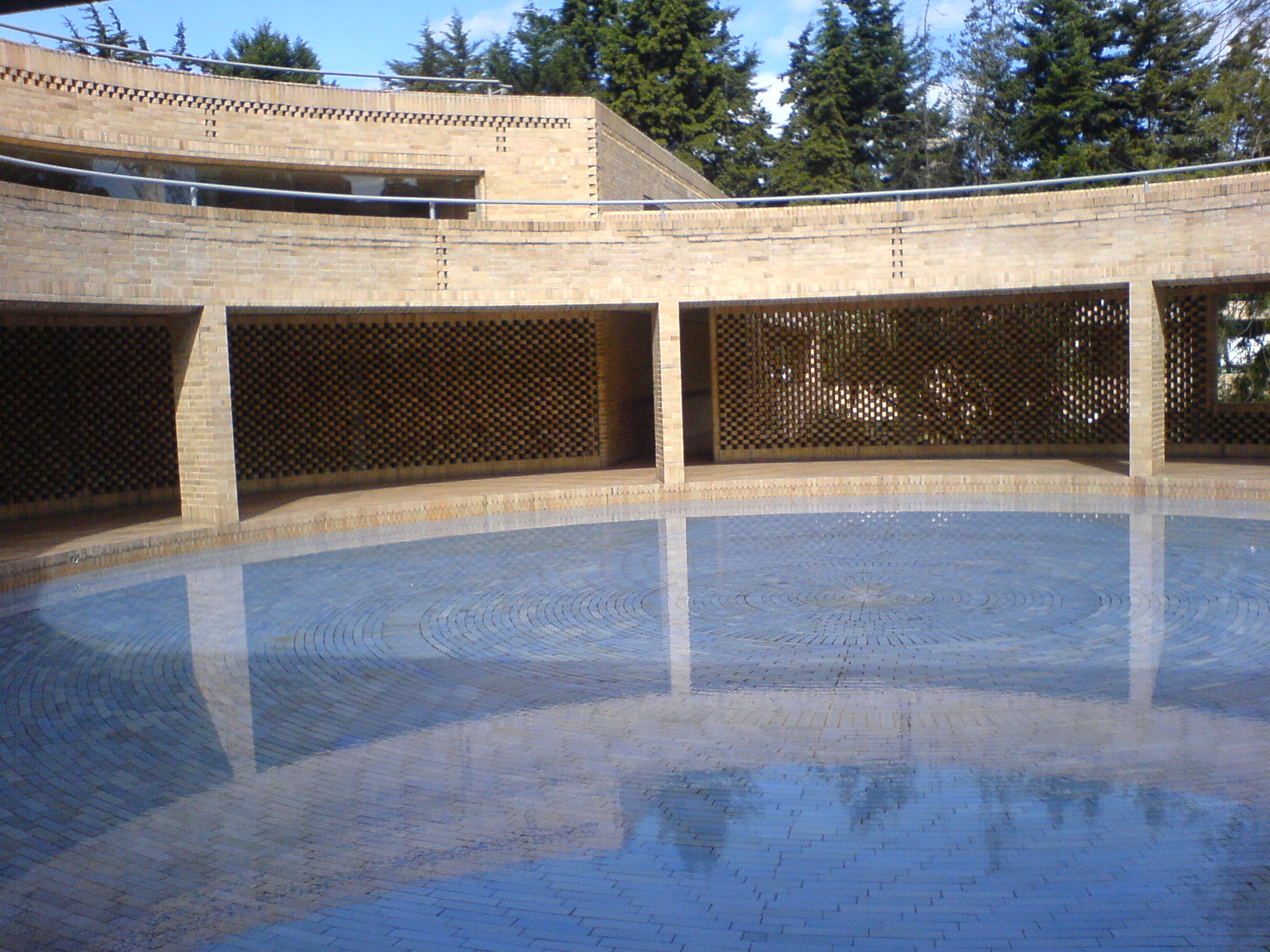
Edifício da Escola de Graduação da Faculdade de Ciências Humanas do campus da Universidade Nacional de Bogotá
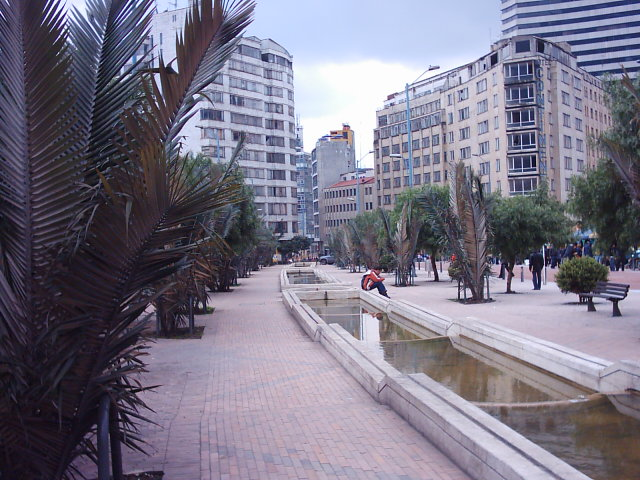
O Eixo Ambiental ao longo da Avenida Jiménez, no centro de Bogotá
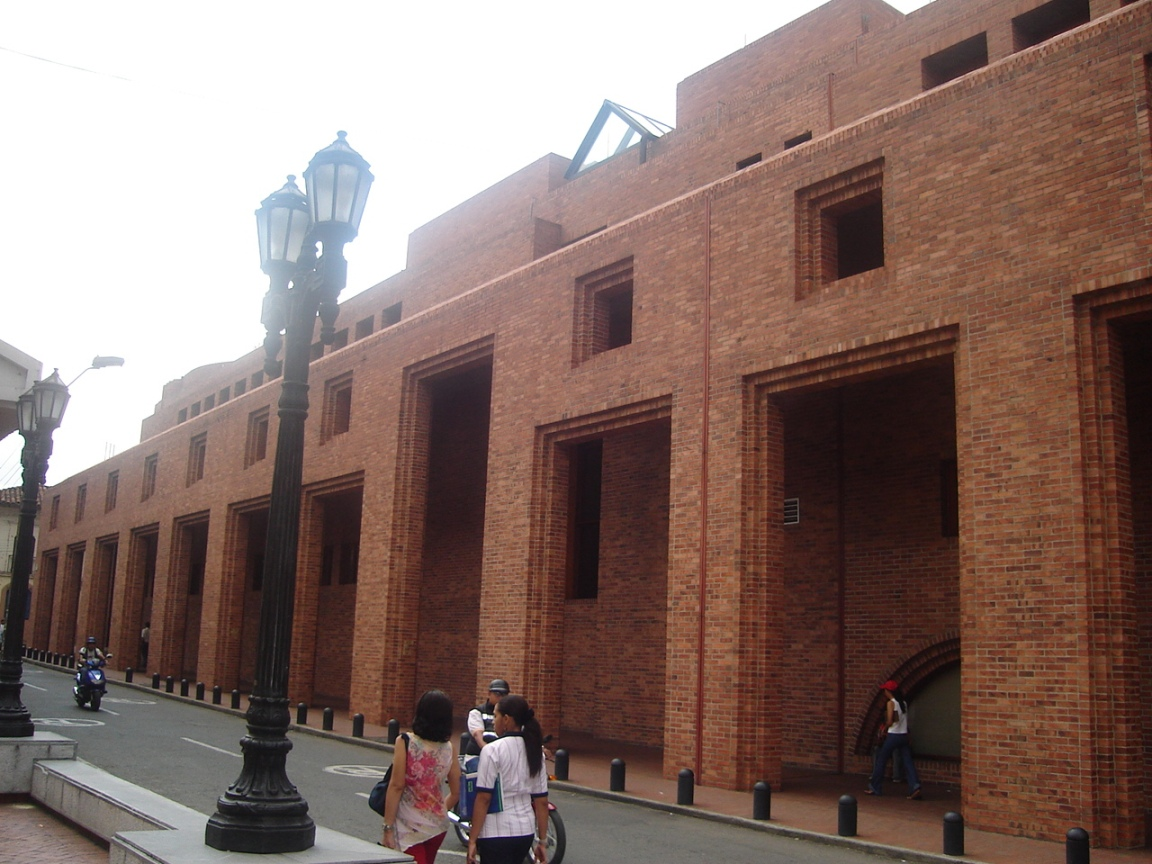
Edifício FES em Cali
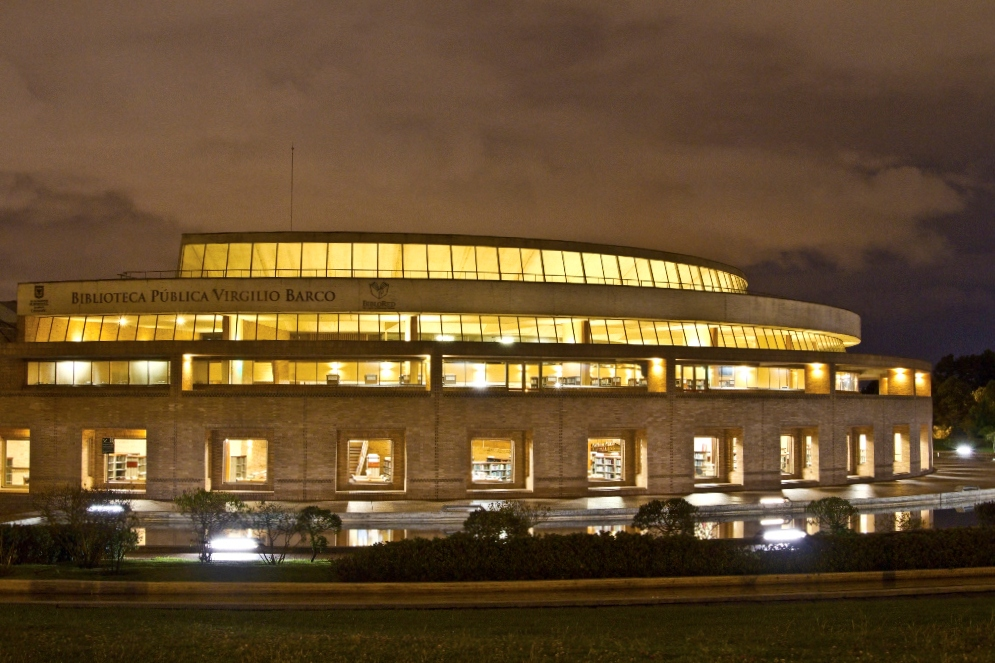
O Virgilio Barco Biblioteca Pública em Bogotá
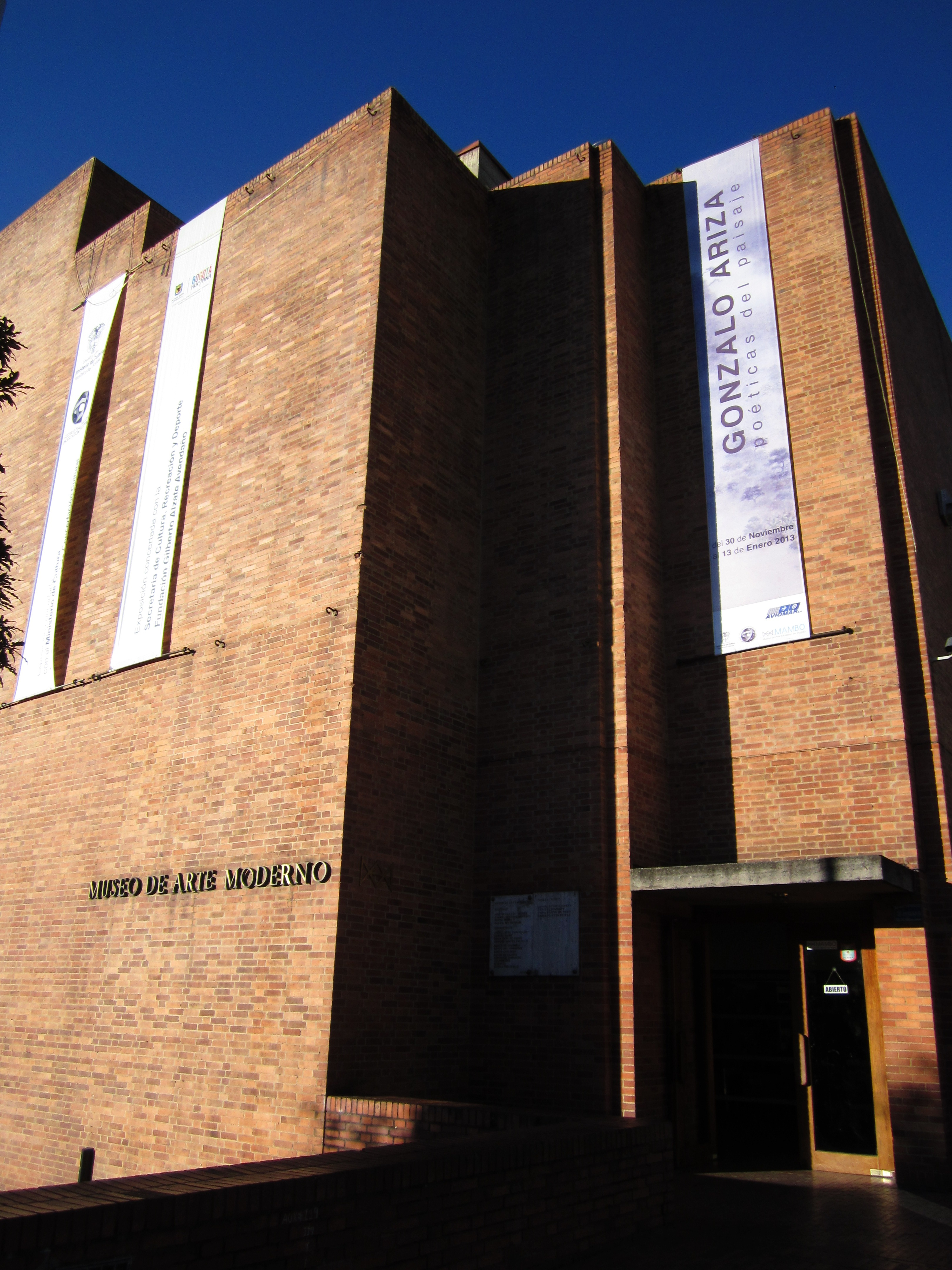
O Museo de Arte Moderno no centro de Bogotá